# طیف‌سنجی رزونانسی رامان

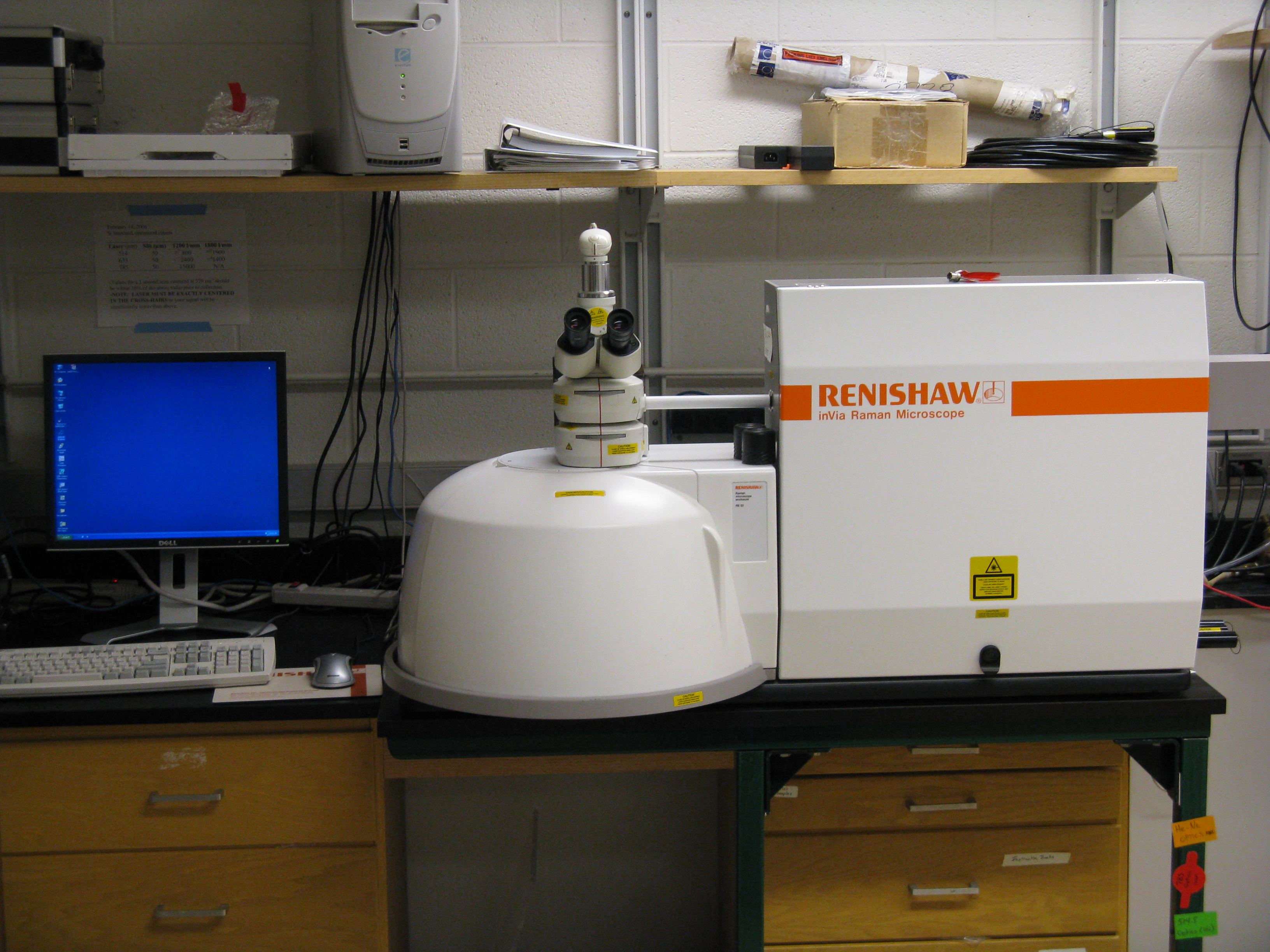
میکروسکوپ رامان

طیف سنجی رزونانسی رامان (طیف سنجی RR) یک روش طیف سنجی رامان است که در آن انرژی فوتون تابیده شده نزدیک به انرژی انتقال الکترونی ترکیب یا ماده تحت بررسی است. نزدیکی این دو فرکانس موجب رزونانس (یا تشدید) می‌شود که می‌تواند منجر به شدت افزایش پراکندگی رامان شود، که مطالعه ترکیبات شیمیایی موجود در غلظت‌های پایین را تسهیل می‌کند.
پراکندگی رامان معمولاً بسیار ضعیف است. معمولاً ۱ فوتون از هر ۱۰ میلیون فوتونی که به یک نمونه برخورد می‌کند به دلیل تغییر در انرژی ارتعاشی مولکول‌های موجود در نمونه با افزایش یا کاهش سطح انرژی پراکنده می‌شود. در طیف سنجی رزونانسی رامان برای افزایش پراکندگی رامان از طول موج لیزر نزدیک به انرژی انتقال الکترونی نمونه استفاده می‌شود. در مولکولهای بزرگتر، تغییر در چگالی الکترون می‌تواند تا حد زیادی به یک قسمت از مولکول (رنگ‌بر) محدود شود. در این موارد نوارهای رامان آن قسمتهایی از مولکول که انرژی انتقال الکترونی آنها منجر به تغییر در طول پیوند یا ثابت نیرو در حالت برانگیخته رنگ‌بر شده، تقویت می‌شوند. برای مثال در پروتئین‌ها، این قابلیت انتخاب به شناسایی باندهای ارتعاشی قسمت‌های خاصی از پروتئین مانند واحد هم در میوگلوبین کمک می‌کند.